# Zazafotsy
Zazafotsy (o Zaxafotsy) es una ciudad y comuna en Madagascar. Pertenece al distrito de Ihosy, que es una parte de Ihorombe Región. La población de la comuna se estima en aproximadamente 10.000 habitantes en el censo de 2001.
La escuela primaria y el primer ciclo de la enseñanza secundaria están disponibles en la ciudad. La mayoría del 90% de la población de la comuna son agricultores, mientras que un 10% adicional recibe su sustento de la ganadería. El cultivo más importante es el arroz: otros productos importantes son el maní y la yuca.

## Geografía
Zazafotsy está situado en la Ruta Nacional N º 7 Fianarantsoa-Ihosy-Toliara a 36 km de Ihosy y 124 km de Ambalavao.